# Toney Douglas
Toney Bernard Douglas (ur. 16 marca 1986 w Jonesboro) – amerykański zawodowy koszykarz, występujący na pozycji rozgrywającego, obecnie zawodnik Sakarya BB.
Od lutego 2013 zawodnik Sacramento Kings.
11 sierpnia 2015 roku podpisał umowę z zespołem Indiany Pacers. Został zwolniony 26 października. 4 dni później związał się z drużyną New Orleans Pelicans.
3 października 2016 podpisał umowę z Cleveland Cavaliers. 5 grudnia 2016 roku zawarł kontrakt z Memphis Grizzlies do końca sezonu regularnego. Został zwolniony 15 grudnia, po rozegraniu sześciu spotkań sezonu regularnego. 30 stycznia 2017 podpisał 10-dniowy kontrakt z Grizzlies, następnie 9 lutego kolejny, a 23 lutego umowę do końca sezonu. 18 marca został zwolniony przez klub.
W sierpniu 2018 dołączył do tureckiego Sakarya BB.

## Osiągnięcia
Stan na 29 października 2018, na podstawie, o ile nie zaznaczono inaczej.
NCAA
- Uczestnik turnieju NCAA (20090
- Obrońca Roku konferencji Atlantic Coast (ACC – 2009)[15]
- Zaliczony do:
  - I składu:
    - ACC (2009)
    - defensywnego ACC (2008, 2009)
    - turnieju konferencji ACC (2009)
    - pierwszoroczniaków konferencji SEC (2005)

  - III składu:
    - All-American (2009 przez Associated Press, Sporting News)
    - ACC (2008)

NBA
- Finalista NBA (2014)[16]

Inne drużynowe
- Zdobywca pucharu Turcji (2018)